# Blue Bell Knoll
Albums de Cocteau Twins
The Moon and the Melodies Heaven or Las Vegas
Blue Bell Knoll est le cinquième album du groupe Cocteau Twins. Publié le 19 septembre 1988, il est composé de 10 titres. C'est le premier album du groupe bénéficiant d'une sortie commerciale hors des circuits indépendants aux États-Unis. Malgré cela, et la publication de Carolyn's Fingers en single promo, le groupe refuse d'assurer toute promotion de l'album. 
L'album atteint la 15ème place des charts anglais le 1er octobre 1988.

## Liste des titres
1. Blue Bell Knoll
2. Athol-Brose
3. Carolyn's Fingers
4. For Phoebe Still a Baby
5. The Itchy Glowbo Blow
6. Cico Buff
7. Suckling the Mender
8. Spooning Good Singing Gum
9. A Kissed Out Red Floatboat
10. Ella Megalast Burls Forever